# Berkovski Prelogi
Berkovski Prelogi so naselje v Občini Križevci.